# Tango Live
Tango Live（タンゴ・ライブ）は、2009年にTangoMEによって開発されたスマートフォン向けのサードパーティクロスプラットフォームメッセージングアプリケーションソフトウェア。3Gネットワークでビデオ通話やテキスト送信、写真の共有やゲームなどを提供するサービス供給の一つとして始まった。
2017年にはライブストリーミング分野に参入した。2018年には登録している利用者数が4億人を超え、PCMagでは『もっとも簡潔なチャットアプリでサポートも広い』という旨の評価がなされている。